# Poul Kjærholm
Poul Kjærholm est un designer danois, né le 8 janvier 1929 et mort le 18 avril 1980. Il est notamment connu pour des chaises, des canapés ou des tables qui sont devenues des références.

## Récompenses
- Grand prix à la Triennale de Milan en 1957 et 1960 ;
- Prix Lunning en 1958[1].